# محشو سفرجل
مَحْشُوّ السَّفرجل أو السفرجل المحشو (بالتركية: Ayva dolması)‏ (بالعثمانية: أيوا دولمهسي) مصنوعة من سفرجل محشو باللحم لحم الضأن والأرز. المكونات هي اللحم المفروم والأرز والسفرجل ودبس العنب والكزبرة والملح والماء الدافئ.